# Walter H. Haas
Walter H. Haas (3. července 1917 – 6. dubna 2015) byl americký amatérský astronom. Astronomickými pozorováními se začal zabývat ve 30. letech 20. století. V roce 1947 založil Asociaci pozorovatelů Měsíce a planet (Association of Lunar and Planetary Observers, ALPO), kterou pak sám vedl až do poloviny 80. let. Poté působil ve správní radě tohoto sdružení jako čestný předseda.
Za svůj přínos astronomii obdržel několik ocenění: v roce 1952 mu americká Astronomická liga, sdružující různé amatérské astronomické organizace, udělila cenu Astronomical League Award, v roce 1994 obdržel Amateur Achievement Award od Pacifické astronomické společnosti a v roce 2004 mu Astronomická liga udělila Presidential Award, speciální cenu příležitostně udělovanou prezidentem této společnosti.